# 1958 في فنزويلا
فيما يلي قوائم الأحداث التي وقعت خلال عام 1958 في فنزويلا.

## سياسة

### تعيين في المنصب
- 23 يناير – أوكتافيو باج عضو مجلس نواب فنزويلا ‏.

### انتهاء فترة المنصب
- 23 يناير – ماركوس بيريز خيمينيز رئيس فنزويلا.

## رياضة
- 1 يناير – الدوري الفنزويلي الممتاز 1958 الفائز C.D. Portugués [الإنجليزية]‏.

## مواليد

### يناير
- 1 يناير – روبرتو سميث سياسي فنزويلي.
- 18 يناير – خوان فرناندو باستوس رسام من الولايات المتحدة الأمريكية.

### يونيو
- 16 يونيو – جوديث كاستيلو

### أغسطس
- 31 أغسطس – سيرج بلانكو لاعب رغبي فرنسي.

### نوفمبر
- 30 نوفمبر – توبي هرنانديز لاعب كرة قاعدة فنزويلي.